# Hawkmistress!
Hawkmistress! (Stăpâna Șoimului) este un roman științifico-fantastic (de fantezie științifică) din 1982 al scriitoarei americane Marion Zimmer Bradley. 
Face parte din Seria Darkover care are loc pe planeta fictivă Darkover din sistemul stelar fictiv al unei gigante roșii denumită Cottman. Planeta este dominată de ghețari care acoperă cea mai mare parte a suprafeței sale. Zona locuibilă se află la doar câteva grade nord de ecuator.
Hawkmistress! are loc la sfârșitul Epocii Haosului, în perioada istoriei de pe Darkover cunoscută sub numele de O sută de regate. Capitolele 35 și 46-50 din Zandru's Forge (al doilea roman din trilogia Clingfire) se suprapun cu povestea din Hawkmistress!. 
În Hawkmistress!, Bradley explorează probleme legate de dreptul la autodeterminare a minorilor, locul femeii într-o societate tradițională și conflictele dintre cele două sisteme majore de credință religioasă de pe Darkover. Ea continuă, de asemenea, tema acceptării dezvoltate de societatea Darkovană a homosexualității, prin personajul Orain.

## Prezentare
Romilly MacAran are darul laran al familiei sale - abilitatea de a intra în mintea animalelor. Ea folosește acest dar pentru a antrena șoimi și cai. Când ajunge la vârsta de cincisprezece ani (când devine femeie în termenii de pe Darkover), tatăl ei refuză să-i permită să continue să lucreze cu animale pe motiv că nu așa se comportă o femeie. El îi dă prețuitul ei șoim, Preciosa, fratelui ei, care nu are darul laran. De asemenea, el refuză cererile ei de educație.
Când Romilly află că tatăl ei intenționează să o căsătorească cu un văduv de trei ori, Garris de Scathfell, își dă seama că fuga de acasă este singura ei opțiune. Îmbrăcată ca un băiat, ea pleacă cu un cal din grajduri.
Numindu-se Rumal, se îndreaptă spre Nevarsin. Șoimul ei, Preciosa, apare pe cer și îi aduce o pasăre proaspăt ucisă, prima masă pe care a avut-o în câteva zile. Focul ei atrage mai mulți bărbați, conduși de Dom Carlo și Dom Orain, care au trei păsări bolnave care au nevoie de îngrijire. Și ei se îndreaptă spre Nevarsin, iar Romilly preia grija păsărilor lor. Romilly dezvăluie că ea este o cristoforo. Dom Carlo pretinde că este rudă cu regele destituit, Carolin, și fuge de vărul său, Rakhal, care a preluat tronul cu forța.
La Nevarsin, aceștia intră în mănăstirea cristoforo Sf. Valentin al Zăpezilor. Romilly descoperă că fiul lui Lyondri Hastur, Caryl, unul dintre cei mai amari dușmani ai lui Dom Carlo, este student la mănăstire. Romilly îl avertizează pe Orain.
Orain și Carlo cred că au fost trădați și părăsesc mănăstirea, luându-l pe Caryl Hastur drept ostatic. Caryl este dat în grija lui Romilly.
La un han din orașul Caer Donn, Orain este șocat să descopere că Romilly este o fată. O duce la hostelul Frăția Surorilor Sabiei unde locuiește vara sa, Jandria. De asemenea, îi cere Jandriei să se ocupe de Caryl Hastur. Romilly devine membră a Frăției Surorilor. Un contingent al Frăției Surorilor se alătură forțelor lui Carolin. Șoimul lui Romilly, Preciosa, reapare.
La cererea Jandriei, Romilly îl însoțește pe Caryl înapoi la tatăl său în orașul Hali. Romilly se întoarce în Jandria cu provizii medicale. La Serrais, Romilly este însărcinată să antreneze cai, printre care un armăsar negru pe care îl numește Sunstar. Ea și Jandria duc caii în tabăra lui Carolin, unde fratele ei, Ruyven, este și el angajat să îngrijească păsările santinelă. În acea perioadă, Romilly descoperă că „Dom Carlo” este de fapt regele Carolin Hastur.
Câteva zile mai târziu, cele două armate intră în luptă. Carolin află că Lyondri îl ține captiv pe Orain și amenință să-l omoare. Romilly se furișează în oraș și poate găsi locul unde se află Orain. Se întâlnește cu Caryl, care, dezgustat de tortura tatălui său asupra lui Orain, este de acord să-l ajute să-l elibereze. Se întorc în tabăra lui Carolin.
În final, Romilly decide că trebuie să intre în turnul Tramontana pentru antrenament laran.

## Personaje
- Romilly MacAran: Personajul principal al romanului. La vârsta de 15 ani, ea fuge de acasă deghizată în băiat pentru a evita o căsătorie aranjată cu Dom Garris din Scathfell. La majoratul ei, descoperă că are puteri psihice latente, se împrietenește cu un rege și salvează un imperiu.
- Dom Carlo / Regele Carolin: Regele exilat al hasturilor din Hali
- Lord Orain de Castamir: paxmanul regelui Carolin și un „iubitor de oameni”
- Caryl Hastur, fiul lui Lyondri Hastur, în vârstă de doisprezece ani
- Jandria, vara lui Orain din Castamir și membră a Frăției Surorilor Sabiei
- Maura Elhalyn, leronis din Tramontana

## Vezi și
- 1982 în științifico-fantastic